# Bình Phú, Vĩnh Long
Bình Phú là một xã thuộc tỉnh Vĩnh Long, Việt Nam.

## Địa lý
Xã Bình Phú có vị trí địa lý:
- Phía đông giáp phường Long Đức và Nguyệt Hóa.
- Phía tây giáp xã An Trường.
- Phía nam giáp xã Tân An và Song Lộc.
- Phía bắc giáp xã Nhị Long.

Xã Bình Phú có diện tích 59,21 km², dân số năm 2025 là 39.152 người, mật độ dân số đạt 661 người/km²

## Hành chính
Xã Bình Phú được chia thành 10 ấp: Cây Cách, Long Trị, Nguyệt Lãng A, Nguyệt Lãng B, Nguyệt Lãng C, Phú Đức, Phú Hưng 1, Phú Hưng 2, Phú Phong, Phú Phong 3.

## Lịch sử
Ngày 15 tháng 10 năm 2019, Hội đồng Nhân dân tỉnh Trà Vinh ban hành Nghị quyết 157/NQ-HĐND về việc:
- Sáp nhập ấp Phú Phong 1 vào ấp Phú Phong 2 thành ấp Phú Phong
- Sáp nhập ấp Phú Đức 1 vào ấp Phú Đức 2 thành ấp Phú Đức.

Ngày 16 tháng 6 năm 2025, Ủy ban Thường vụ Quốc hội ban hành Nghị quyết số 1687/NQ-UBTVQH15 về việc sắp xếp các đơn vị hành chính cấp xã của tỉnh Vĩnh Long năm 2025. Theo đó, sắp xếp toàn bộ diện tích tự nhiên, quy mô dân số của các xã Bình Phú, Đại Phúc và Phương Thạnh thành xã mới có tên gọi là xã Bình Phú.
Sau khi sáp nhập, xã Bình Phú có 59,21 km² diện tích tự nhiên và dân số 39.152 người.

## Kinh tế - xã hội
Tổng giá trị sản xuất 780 tỷ 486 triệu đồng đạt 100,1% KH (KH: 780 tỷ đồng) so cùng năm 2018 tăng 165 tỷ 796 triệu đồng, trong đó:
- Giá trị Nông - Lâm – Thủy sản 526 tỷ 759 triệu đồng, đạt 95% KH (KH: 551,46 tỷ đồng), tăng 44 tỷ 909 triệu đồng so năm 2018.
- Giá trị công nghiệp – xây dựng 105 tỷ 967 triệu đồng, đạt 136,2% so KH (KH: 77,78 tỷ đồng), tăng so cùng kỳ 63 tỷ 657 triệu đồng so năm 2018.
- Giá trị dịch vụ 150 tỷ 760 triệu đồng, đạt 100% KH (KH: 150,76 tỷ đồng), tăng 79 tỷ 230 triệu đồng so năm 2018.
- Thu nhập bình quân đầu người năm 2019 đạt 45.686.964 đồng/người/năm, đạt 95,2% so KH (KH: 48.000.000 đồng/người/năm), so năm 2018 tăng 2.700.394 đồng/người/năm.

Dân số: Theo báo cáo thống kê của xã Bình Phú đến cuối năm 2019, toàn xã có tổng dân số là 14.645 người với 3.884 hộ. Trong đó:
- Nam: 7.210 người, chiếm 49,23% dân số.
- Nữ: 7.435 người, chiếm 50,77% dân số.

Dân cư của xã Bình Phú sống tập trung ven sông, rạch và ven các tuyến lộ giao thông, một số sống phân tán trong khu vực đồng ruộng. Dân cư sống tập trung đông ở khu vực trung tâm xã thuộc ấp Nguyệt Lãng A; các tuyến Quốc lộ 53, tuyến Quốc lộ 60, Hương lộ 6 và các đường nhựa nông thôn liên ấp. Nhìn chung mật độ dân số trên địa bàn xã phân bố khá đồng đều ở các ấp. Mật độ dân số bình quân 538,14 người/km².
Lao động: Dân số trong độ tuổi lao động của xã Bình Phú là 9.330 người, chiếm 63,71% tổng dân số toàn xã. Trong đó lao động nông nghiệp 6.749 người, chiếm 72,34%; lao động tiểu thủ công nghiệp và dịch vụ 2.581 người, chiếm 27,66%.
Giáo dục: Hiện trên địa bàn xã có 5 trường học với nhiều phòng học và phòng chức năng:
- 1 trường Mẫu giáo Hoa Mai nằm ở ấp Nguyệt Lãng A
- 2 trường Tiểu học:
  - Trường TH Bình Phú A nằm ở ấp Nguyệt Lãng A
  - Trường TH Bình phú B nằm ở ấp Phú Phong III
- 1 trường THCS Bình Phú nằm trên Quốc lộ 60 thuộc ấp Nguyệt Lãng A
- 1 trường THPT Nguyễn Văn Hai nằm trên quốc lộ 53 thuộc ấp Nguyệt Lãng A.

Y tế: Hiện tại toàn xã chỉ có 1 trạm y tế nằm ở ấp Nguyệt Lãng.
Công trình thương mại – dịch vụ, chợ: Xã có 1 chợ xã Bình Phú, quy mô đất xây dựng 1.800 m², chưa có nhà lồng chợ, chủ yếu gồm các sạp bán hàng, phần còn lại là sân bãi bán hàng ngoài trời, phục vụ nhu cầu mua bán hàng hóa và hoạt động dịch vụ thương mại của người dân trong xã.

## Văn hóa
Truyền thống văn hóa: Các dân tộc trong cộng đồng xã hội ở xã hàng năm đều tổ chức các lễ hội, các nghi lễ theo phong tục tập quán truyền thống. Hiện tại trên địa xã có các công trình tôn giáo, tín ngưỡng như: chùa Bà Thiên Hậu, chùa Phước Huệ, chùa Phước Hưng, chùa Pisesaram, Đình Thần.
Tôn giáo: Trên địa bàn xã có 4.498 người có đạo. Trong đó: đạo Thiên chúa không có người theo đạo, đạo Phật có 4.477 người theo đạo, đạo Tin Lành: có 21 người theo đạo.
Công trình Văn hóa – thể dục thể thao: Diện tích cây xanh công viên tập trung còn thiếu, hiện tại chưa có khu thể dục thể thao phục vụ cho toàn xã cũng như các ấp.
Bưu chính – viễn thông: Trên địa bàn xã có 1 bưu điện văn hóa và 1 trung tâm viễn thông nằm trên Quốc lộ 53.

## Giao thông
Giao thông đường bộ và thủy:
- Đường trục xã, liên xã: Có Quốc lộ 53, Quốc lộ 60, Hương lộ 6, mặt đường kết cấu nhựa chiều dài 14 km đạt tỷ lệ 100%.
- Đường trục ấp, liên ấp: Có tổng chiều dài 22,4 km, trong đó có 7,4 km nhựa hóa, mặt đường rộng 3,5 m đảm bảo ô tô đi lại thuận tiện, đạt tỷ lệ 33,03%. Còn lại 13,7 km đal hóa, mặt đường rộng 2 m chưa đảm bảo ô tô vận chuyển hàng hóa.
- Đường ngõ xóm: Có tổng chiều dài 22,55 km, được đal hóa (đạt cấp kỹ thuật của Bộ GTVT) 14,8 km, đạt tỷ lệ 68,67%. Còn một số tuyến đường còn lầy lội vào mùa mưa.
- Đường trục chính nội đồng: Có tổng chiều dài 11,2 km đã được cứng hóa với chiều dài 4,6 km, đạt tỷ lệ 41,07 % đảm bảo vận chuyển hàng hóa thuận tiện quanh năm.[1][7]